# Jean-Christophe Thouvenel
Jean-Christophe Thouvenel (Colmar, 1958. október 8. –) olimpiai bajnok francia labdarúgó, hátvéd.

## Pályafutása

### Klubcsapatban
1975 és 1978 között a svájci Servette csapatában játszott. A genfi csapattal egy svájci kupát nyert 1978-ban. 1978-79-ben a Paris FC játékosa volt. 1979 és 1991 között pályafutása jelentős részét a Bordeaux csapatánál töltötte, ahol három bajnoki címet és két francia kupa győzelmet ért el az együttessel. 1991 és 1993 között a Le Havre AC labdarúgója volt. 1993-ban fejezte be az aktív labdarúgást.

### A válogatottban
1983 és 1987 között négy alkalommal szerepelt a francia válogatottban. Tagja volt a Los Angeles-i olimpián aranyérmet nyert csapatnak.

## Sikerei, díjai
Franciaország
- Olimpiai játékok
  - aranyérmes: 1984, Los Angeles

 Servette FC
- Svájci kupa
  - győztes: 1978

 Girondins de Bordeaux
- Francia bajnokság (Ligue 1)
  - bajnok: 1983–84, 1984–85, 1986–87
- Francia kupa (Coupe de France)
  - győztes: 1986, 1987